# West Valley (New York)
West Valley est une census-designated place du comté de Cattaraugus, dans l'État de New York, aux États-Unis,. En 2020, elle compte une population de 452 habitants.